# Sonia Gaya
Sonia Gaya Sánchez (Huelva, 1969) es una política española, que desde el 9 de junio de 2017 hasta el 22 de enero de 2019 fue consejera de Educación de la Junta de Andalucía. Tras la dimisión de Juan Espadas como Alcalde de Sevilla el 20 de diciembre de 2021 para ser candidato a la Presidencia de la Junta de Andalucía, ocupó el cargo de alcaldesa en funciones hasta el nombramiento del nuevo Alcalde de Sevilla, Antonio Muñoz, ocurrido el 3 de enero de 2022.

## Biografía
Es licenciada en Filología Inglesa por la Universidad de Sevilla y funcionaria de carrera del Cuerpo de Profesores de Enseñanza Secundaria desde el año 2000, con destino en el Instituto El Molinillo de la localidad de Guillena. Posee además el título superior de la especialidad de Inglés por la Escuela Oficial de Idiomas y actualmente cursa estudios de Ciencia Política y de la Administración por la Universidad Nacional de Educación a Distancia.
Ha ocupado diversas responsabilidades sindicales en la Unión General de Trabajadores, donde desempeñaba desde 2016 el cargo de secretaria de Institucional de UGT-Andalucía. Anteriormente, durante el período 2013-2016, fue secretaria general de la Federación de Trabajadores de la Enseñanza (FETE) de este mismo sindicato. También en FETE fue secretaria de Organización (2009-2013) y secretaria de Enseñanza Pública (2005-2009). Asimismo, fue concejal de Educación en el municipio de Castilleja de Guzmán (Sevilla) entre 2007 y 2011.